# Helmut Schön
Helmut Schön (n. 15 septembrie 1915, Dresda, Regatul Saxoniei – d. 23 februarie 1996, Wiesbaden, Germania) a fost un jucător de fotbal și cel mai de succes antrenor național german.

## Carieră
Ca jucător, Schön a câștigat de două ori campionatul național cu Dresdner SC, în 1943 și 1944, și de două ori Cupa Germaniei, în 1940 și 1941. Între 1937 și 1941, Sepp Herberger l-a chemat la echipa națională pentru 16 meciuri internaționale, în care Schön a marcat 17 goluri.
Din 1952 Schön a fost antrenor al echipei naționale a landului Saarland. Din 1956 a fost asistentul lui Sepp Herberger și în 1964 a devenit antrenor național al echipei naționale a Germaniei de Vest. În calitate de antrenor național între 1964 și 1978, a devenit unul dintre cei mai de succes antrenori naționali din lume. La primul său turneu de Cupă Mondială ca antrenor național, în 1966, în Anglia, a ajuns în finală cu echipa națională germană; la Cupa Mondială din 1970, din Mexic, a terminat pe locul al treilea cu echipa. A câștigat Campionatul European din 1972, Cupa Mondială din 1974 în Germania și a fost vicecampion la Campionatul European din 1976 în Iugoslavia.

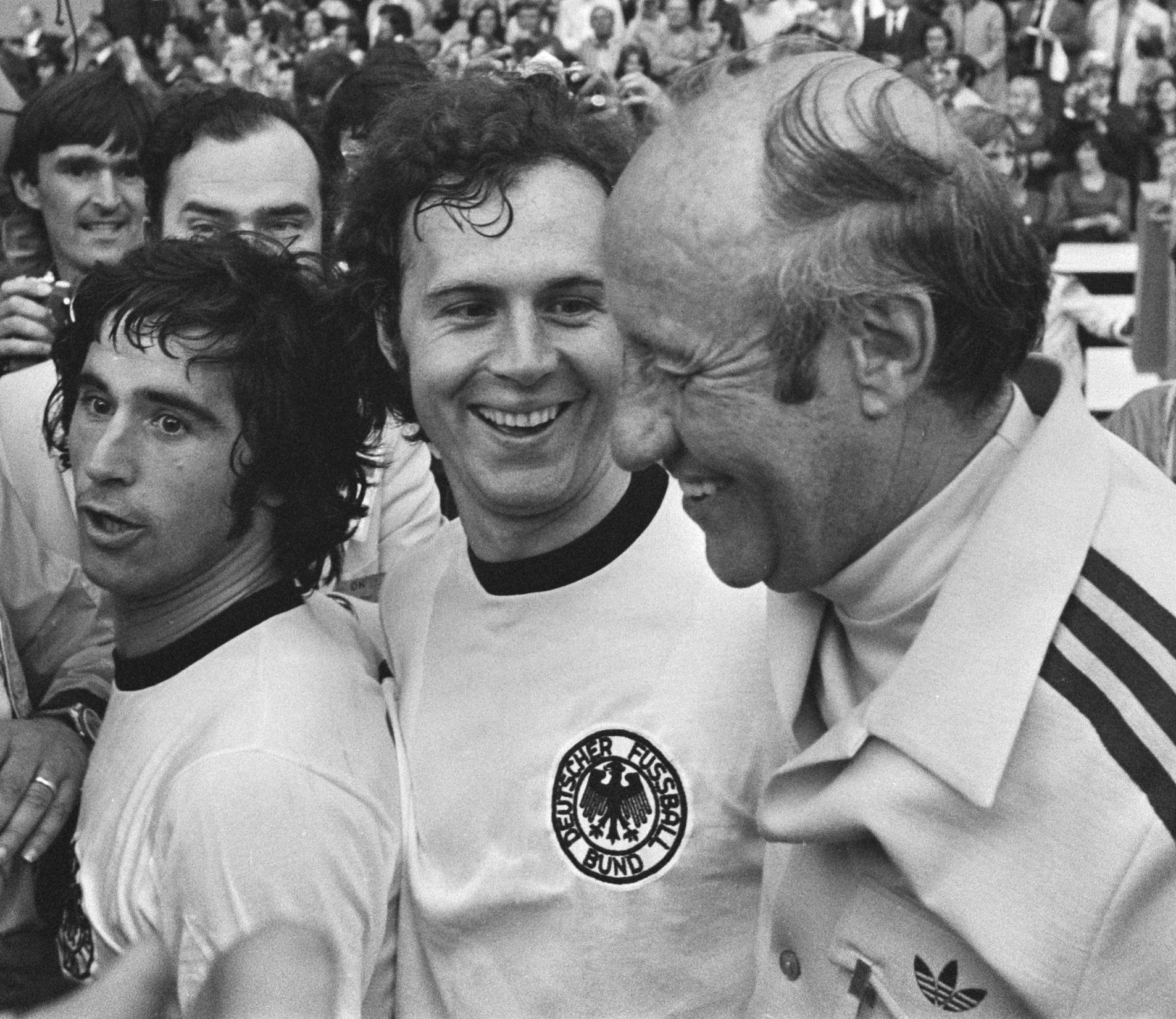
Gerd Müller, Franz Beckenbauer și Helmut Schön în 1974
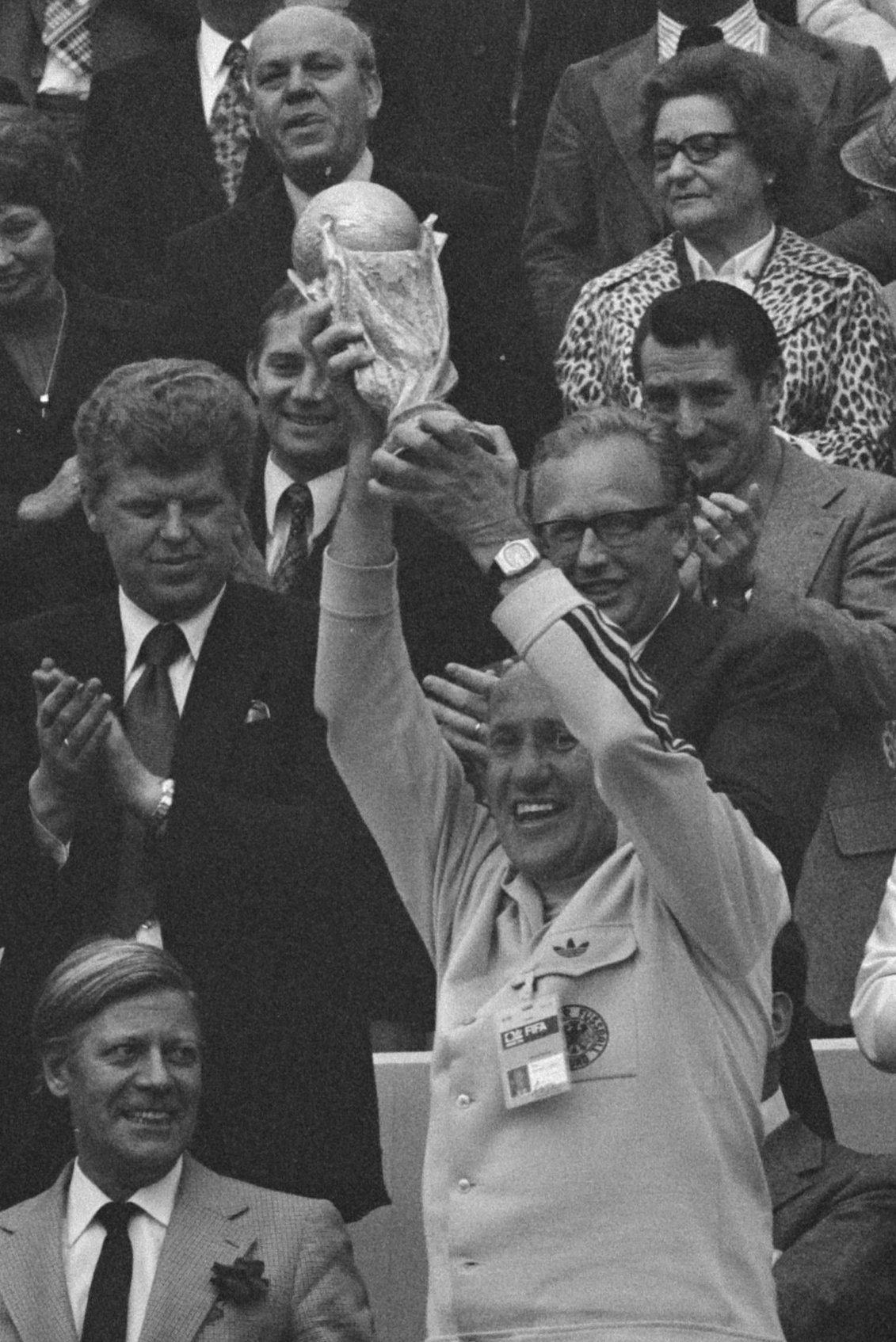
Helmut Schön în 1974
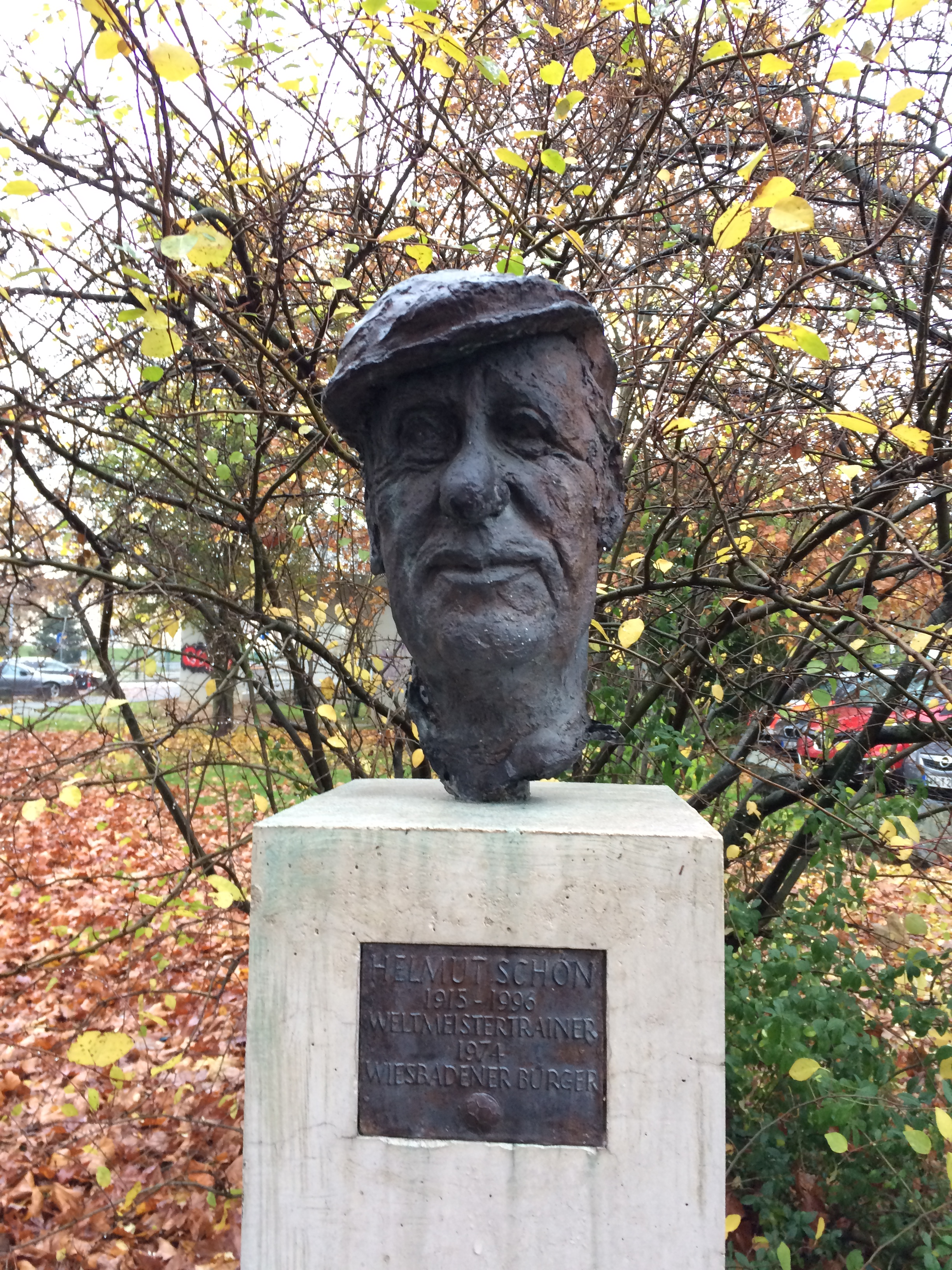
Bustul lui Helmut Schön în Wiesbaden